# Thivencelle
Thivencelle település Franciaországban, Nord megyében. Lakosainak száma 820 fő (2022. január 1.). Thivencelle Crespin, Condé-sur-l’Escaut, Quarouble és Saint-Aybert községekkel határos.

## Népesség
A település népessége az elmúlt években az alábbi módon változott:
| Lakosok száma | 866  | 859  | 854  | 846  | 842  | 836  | 827  | 824  | 820  |
|               | 2013 | 2015 | 2016 | 2017 | 2018 | 2019 | 2020 | 2021 | 2022 |